# Al Mualla
La famille Al Mualla (arabe : المعلا) est la famille royale régnante d'Umm Al Quwain, l'un des sept émirats qui forment ensemble les Émirats arabes unis (EAU).
Traditionnellement, la famille était à la tête de la tribu Al Ali. Les Al Ali (singulier : Aliyi) comptaient environ 6 750 membres au tournant du XIXe siècle et étaient presque tous installés soit à Umm Al Quwain (1 000 familles), soit dans la ville intérieure de Falaj Al Ali (plus tard connue sous le nom de Falaj Al Mualla (en)). Environ 200 familles Al Ali sédentarisées vivaient à Charjah et 150 à Ras Al Khaimah. Il existait également une petite section bédouine d’environ 140 familles qui parcouraient un territoire (dar) entre Al Jazirah Al Hamra (en) et Falaj Al Ali. Un groupe persan d’Al Ali appelait la section d’Umm Al Quwain « Al Mualla ». La tribu trouve son origine dans le Nejd.

## Fondation de Umm Al Quwain
Le premier chef connu des Al Ali lorsqu'ils se sont établis à Umm Al Quwain était le cheikh Rashid bin Majid Al Mualla. Ce dernier fut responsable de la construction du fort d'Umm Al Quwain (en) en 1768, aujourd'hui devenu le musée d'Umm Al Quwain.
Le fort et sa tour de guet furent érigés après que la tribu des Al Ali eut quitté l'île de Sinniyah pour le continent, en raison de l'épuisement des réserves d'eau sur l'île.

## Dirigeants
Les dirigeants successifs de la famille Al Mualla à Umm Al Quwain furent :
- 1768 – 1820: Sheikh Rashid bin Majid Al Mualla
- 1820 – 1853: Sheikh Abdullah bin Rashid Al Mualla
- 1853 – 1873: Sheikh Ali bin Abdullah Al Mualla
- 1873 – 1904: Sheikh Ahmad bin Abdullah Al Mualla (né en 1844 – décédé en 1904)
- 1904 – 1922: Sheikh Rashid bin Ahmad Al Mualla (né en 1876 – décédé en 1922)
- 1922 – 1923: Sheikh Abdullah bin Rashid Al Mualla II
- 1923 – 1929: Sheikh Hamad bin Ibrahim Al Mualla
- 1929 – 1981: Sheikh Ahmad bin Rashid Al Mualla (né en 1904 – décédé en 1981)
- 1981 – 2009: Sheikh Rashid bin Ahmad Al Mualla II (né en 1932 – décédé en 2009)
- Depuis 2009 : Sheikh Saud bin Rashid Al Mualla (né en 1952)

## Vice-dirigeants
Les vice-dirigeants successifs de la famille Al Mualla à Umm Al Quwain furent :
- Depuis 20 avril 2004 : Sheikh Abdullah bin Rashid Al Mualla III (né en 1971)